# Бохня
Бохня (пол. Bochnia) — город  в Польше, входит в Малопольское воеводство,  Бохнявский повят.  Имеет статус городской гмины. Расположен в 35 км на восток от Кракова. Занимает площадь 29,9 км². Население 29 605 человек (на 2008 год).

## История
Статус города получил 27 февраля 1253 года.
В начале Второй мировой войны в Бохне проживало около 3500 евреев, что составляло около 20% всего населения. Во время немецкой оккупации Польши Бохня была местом еврейского гетто, в которое евреи из соседних районов были принудительно выселены нацистами. Вся еврейская община была убита во время Холокоста, за исключением 200 подневольных рабочих, работавших на заводе, возглавляемом Герхардом Курцбахом, солдатом вермахта, который приказал им работать сверхурочно и тем самым спас их от депортации. По оценкам, около 15 000 евреев были депортированы из Бохни, и, по меньшей мере, еще 1 800 убиты в городе и его окрестностях. Около 90 евреев из Бохни пережили войну, скрываясь в лагерях или в Советском Союзе. Большинство из них иммигрировали в США, Бразилию, Бельгию и Израиль.

## Достопримечательности
Бохня — один из наиболее живописных городов Польши. Соляная шахта в Бохне является жемчужиной туристического региона и одновременно самым старинным в Польше предприятием, корни которого уходят в 1 половину XIII века. С 1995 года часть уникальных выработок используется для врачебных целей. Подземный туристический маршрут длиной 2,5 км, проложенный на глубине 290 м, ведет в мир соляных коридоров с сохранившимися следами эксплуатационных работ и неповторимыми соляными скульптурами.

## Известные уроженцы
- Кемпинский, Станислав (1867—1908) — польский математик.
- Барабаш, Виктор (1855—1928) — польський музыкант (фортепиано).
- Кусто, Марек — футболист, тренер.

## Города-побратимы
- Бад-Зальцдетфурт, Германия
- Цавтат, Хорватия
- Кежмарок, Словакия
- Розелл, США

## Фотографии

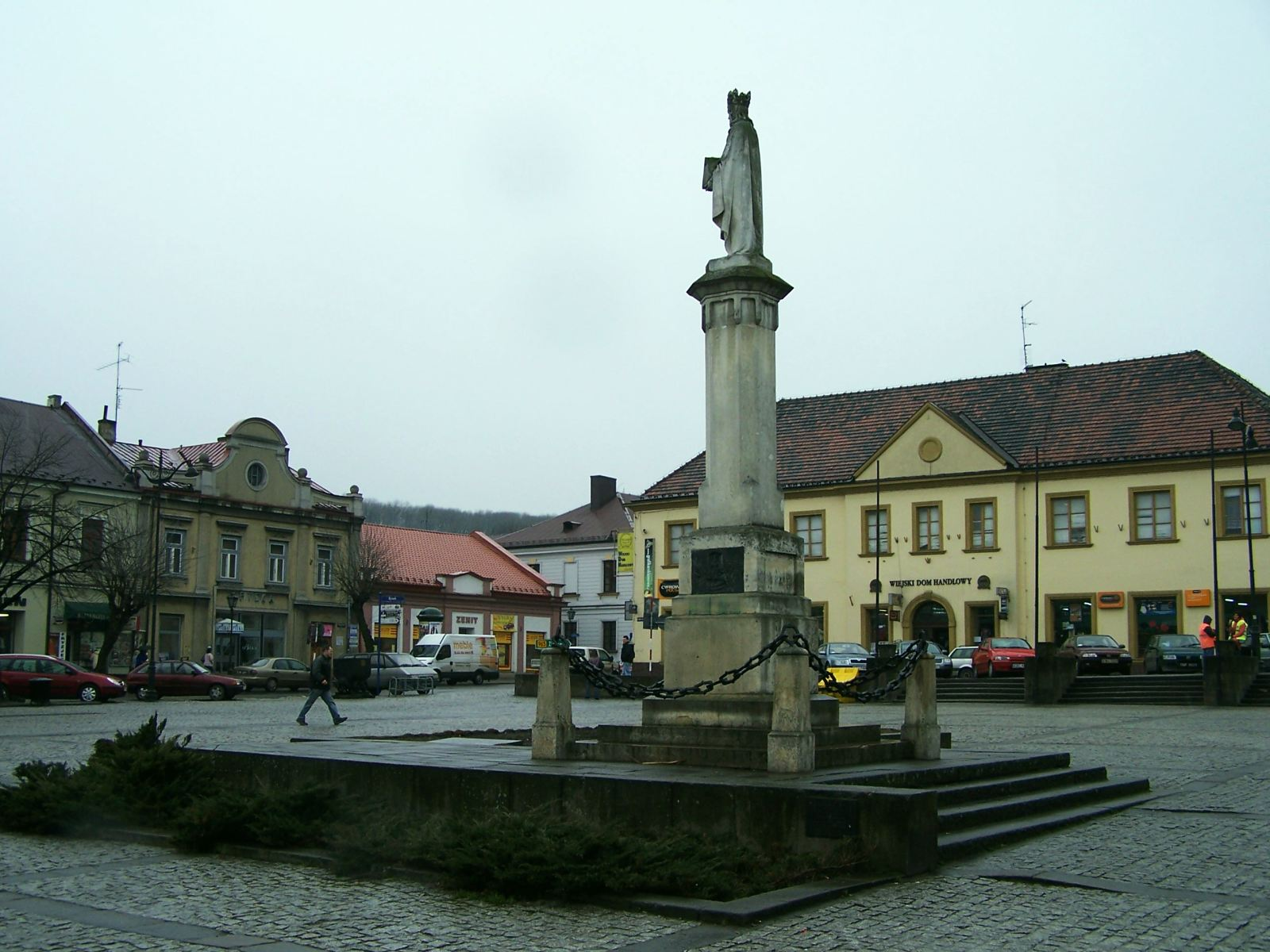
Рынок
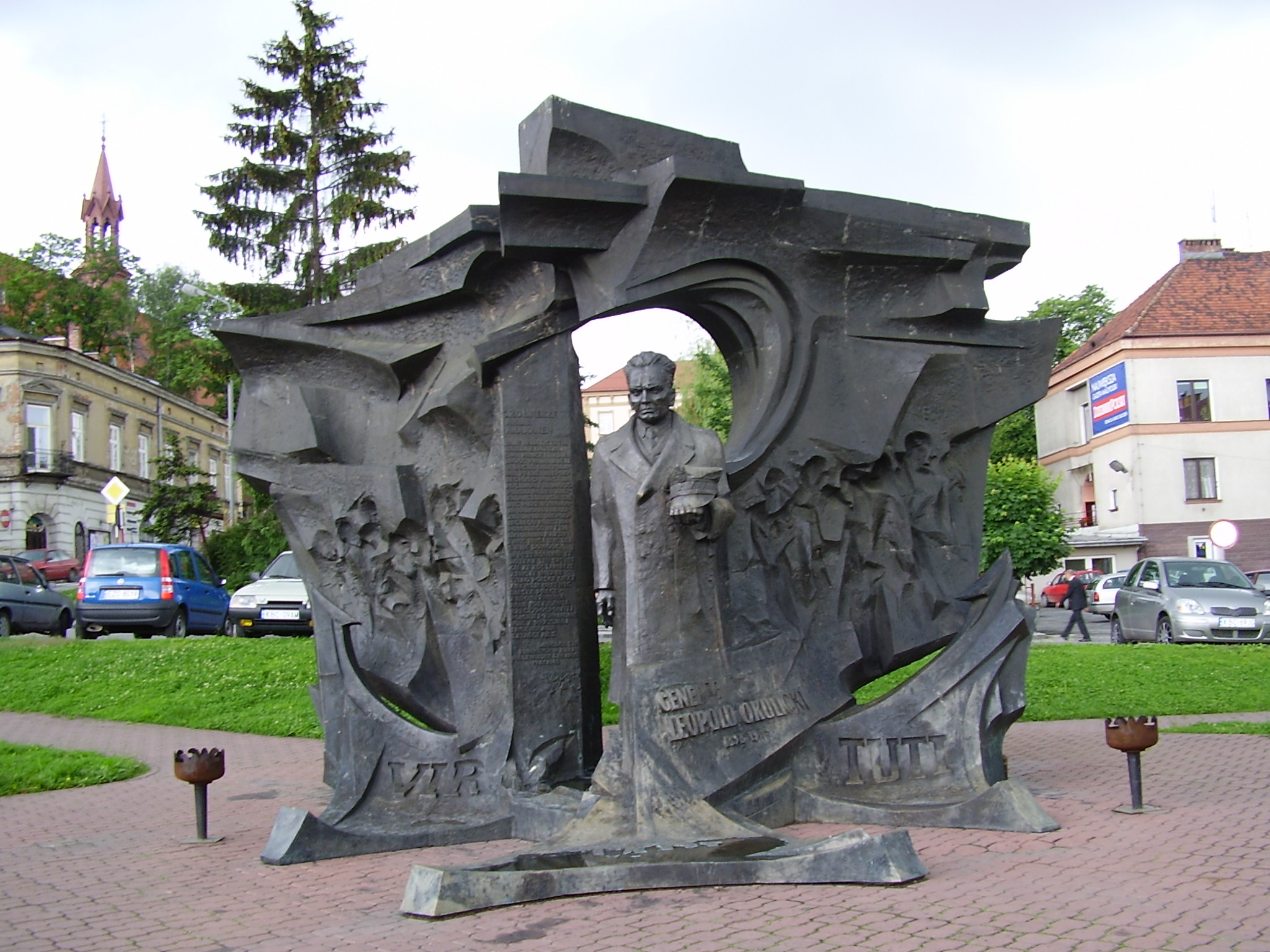
Памятник
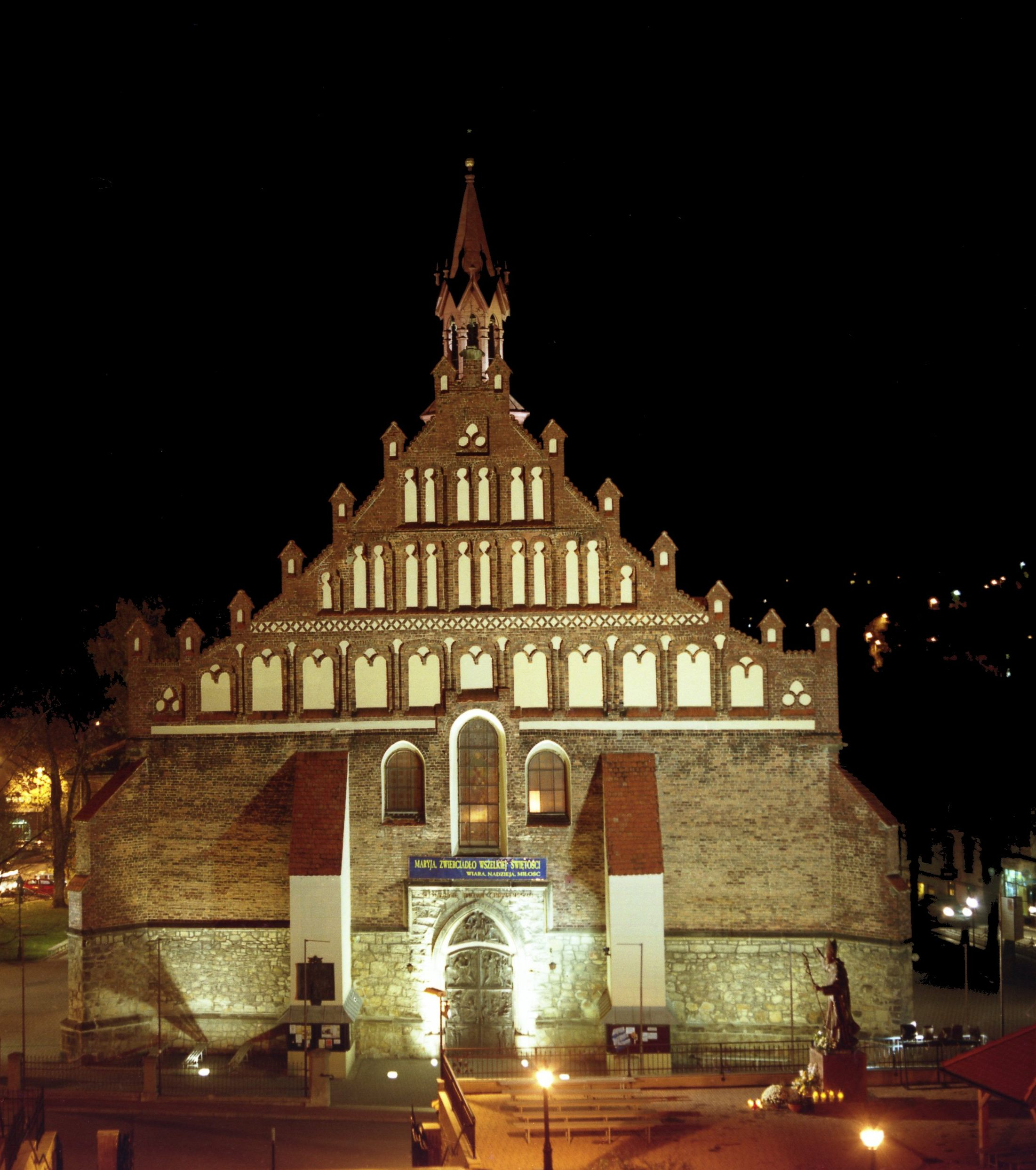
Базилика
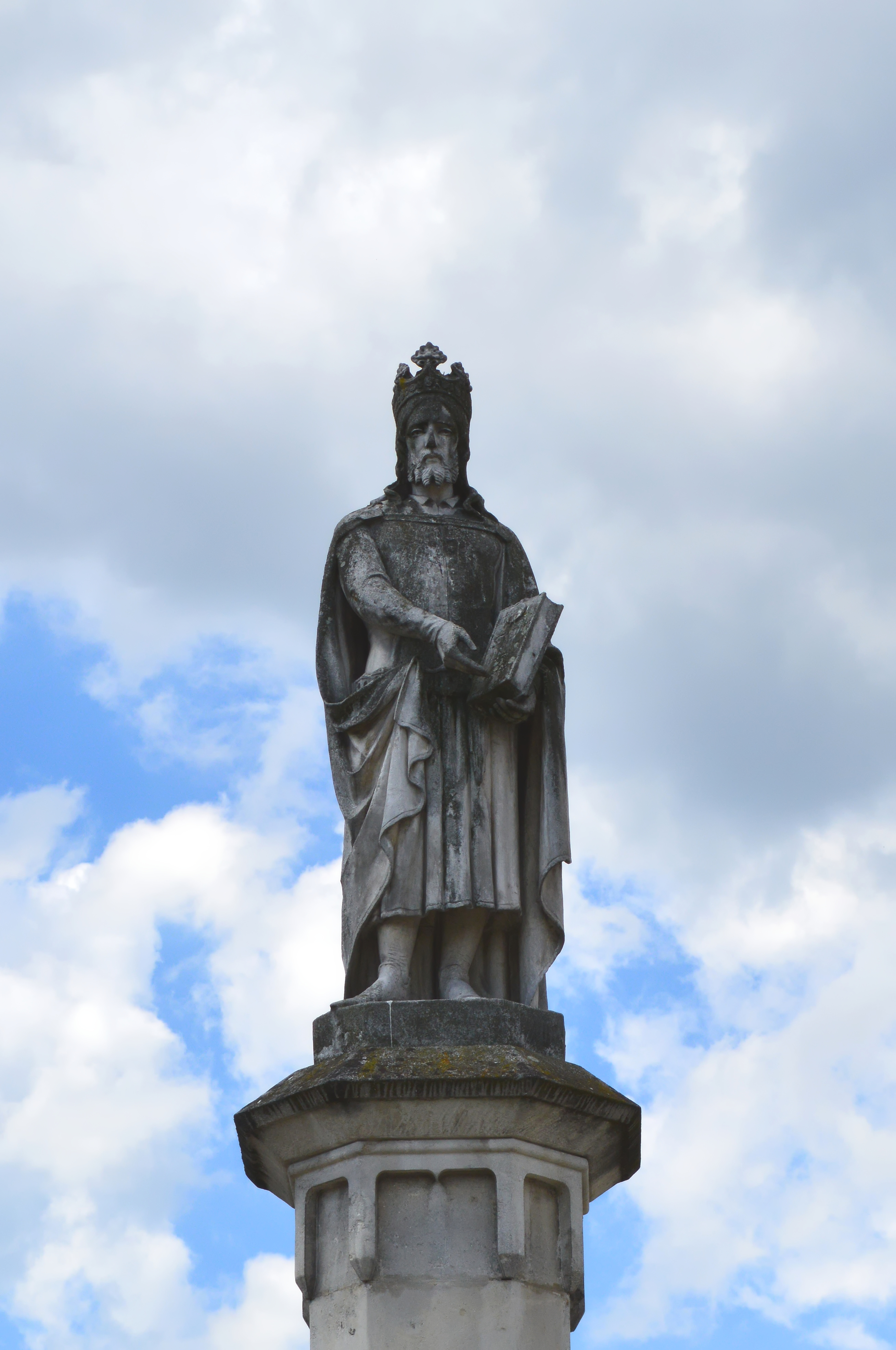
Статуя Казимира III